# Matej Slekovec
Matej Slekovec, slovenski duhovnik in zgodovinar, * 6. avgust 1846, Kunova, † 15. december 1903, Ljubljana.

## Življenje
Matej Slekovec se je rodil v Kunovi pri Negovi v kmečki družini, očetu Jožetu in materi Mariji, rojeni Kramberger.  V Mariboru je obiskoval gimnazijo in bogoslovje. V duhovnika je bil posvečen leta 1871. Bil je kaplan v Središču ob Dravi, Cirkovcah, Markovcih, in v Lovrencu na Dravskem polju. Med leti 1887 in 1903 je bil župnik v Markovcih. Kot upokojenec naj bi vodil škofijski arhiv v Mariboru, a je že dva tedna po upokojitvi umrl v Ljubljani, kjer je pokopan na Navju.
Kot zgodovinar samouk je zbiral predvsem gradivo iz raznih arhivov v Ljubljani, Mariboru, Gradcu, Zagrebu, Salzburgu, na Ptuju ter na  Dunaju. Na osnovi tega gradiva je objavil vrsto zgodovinskih razprav in prispevkov o slovenski Štajerski kot samostojne publikacije ali v raznih časopisih in revijah.
Kot ponatisi iz časopisa ali samostojne publikacije so izšli:
- Župnija sv. Lovrenca na Dravskem polju (1885)[4],

- Odlični Kranjci (1887)[5],

- Kobilice (1887),

- Škofija in nadduhovnija v Ptuju (1889)[6],

- Sekelj, rodoslovna in životopisna razprava (1893)[7],

- Die Szekely oder Zekel v. Konvent (1894)[8],

- Polidor pl. Montagnana (1895),

- Turki na slov. štajerskem (1894)[9],

- Vurberk (1895)[10],

- Duhovni sinovi slavne nad župnije Konjiške (1898)[11],

- Kapela žalostne Matere Božje (1902).

- Kruci na Slovenskem Štajerskem.[12]

V SPOMIN 120.  LAT SMRTI LJUBITELJSKEGA ZGODOVINARJA, DUHOVNIKA, MATEJA SLEKOVCA je bil izveden SLAVNOSTNI SIMPOZIJ.
Izdan ZBORNIK SIMPOZIJA.